# مرتضی ابراهیمی
مرتضی ابراهیمی (زاده ۶ مارس ۱۹۸۲) بازیکن فوتبال اهل روستای چوکام خمام از توابع رشت است.  او در هفده سالگي به استقلال رشت ملحق شد. ابراهيمي با استقلال تهران قهرمان ليگ برتر شد. او در تيم هاي ديكري مثل مس كرمان و ساييا و داماش گیلان بازي كرد.